# 观察者网
观察者网，简称观网，是中华人民共和国一家以国际时政新闻及评论为主的私营互联网新闻时评集成网站，立场偏向民族主义和工业党，创立于2012年11月，总部位于上海市。

## 历史
观察者网原本是由上海社会科学院主办的社会科学刊物《社会观察》的网络平台。2010年，《社会观察》由春秋综合研究院接办。2011年上半年改为“《社会观察》编辑部”出版，“上海观察者文化传媒有限公司”（成立于2010年5月7日，法人代表金仲伟）运营，同时春秋综合研究院继续提供“学术支持”。后来又改为“上海社会科学杂志社”出版，“《社会观察》编辑部”编辑，并沿袭至2014年。2014年6月起，《社会观察》与观察者网脱离关系。
观察者网域名归成立于2012年11月6日的上海观察者信息技术有限公司（法人代表金仲伟）所有。2012年4月16日，观察者网正式上线。2012年10月31日，观察者网手机站开通。2013年2月1日，观察者网苹果app上架。同年，观察者网的公众号、微博、账户陆续上线。
2016年，成立面向年轻人群体的新媒体品牌“观视频”，以“观视频工作室”名义独立运作，并入驻哔哩哔哩等网络视频平台。
2017年末，推出网络论坛“风闻社区”。

## 网站运营
《星岛日报》、《自由时报》称，观察者网和四月网都是由风险投资家李世默投资创办，不过该報導从未获得证实。观察者网是由上海春秋发展战略研究院（2014年正式成立，法人代表金仲伟）实际运作。观察者网的自我定位是“新闻时评集成网站”。
观察者网自称其立场是“中国关怀全球视野；从这里读懂世界；独立而负责任”。其特约观察员涵盖了工商业界、媒体文化、高校研究所等领域的专家学者，包括史正富、张军、寒竹、胡鞍钢、张维为、沈逸、陈平、张文木、朱云汉、强世功、潘维、李世默、宋鲁郑、郑若麟、边芹、罗思义、王文、冷淞等等。
观察者网每个月都会组织一场“观察者网·春秋论坛”，请工商业界、知识界、传媒界的青年学人等到观察者网总部就某话题展开交流探讨。

### 新闻转载服务
依据国家互联网信息办公室的文件，觀察者網是在国家互聯網信息辦公室登記的互聯網新聞信息服務單位，獲得「轉載服務」類別的「互聯網新聞信息服務許可」，许可证编号为31220170001。根据国家互联网信息办公室《互联网新闻信息稿源单位名单》（2021年10月20日更新），观察者网并未列入其中。同时依据上海市互联网信息办公室于2025年3月31日更新的《上海市互联网新闻信息服务单位许可信息》，注明了“上海属地内的上海观察者信息技术有限公司……由国家互联网信息办公室颁发《互联网新闻信息服务许可证》，准许其从事互联网新闻信息转载、传播平台服务”。这意味着观察者网仅拥有新闻转载权，观察者网依法不得雇佣采编记者及不得发布原创新闻。

## 政治立场
乌有之乡、激流网等中国左翼网站认为观察者网发表的一些学者的文章具有“右翼民族主义和国家主义色彩”。 《经济学人》《纽约时报》、彭博新闻社、《大西洋月刊》、路透社、法新社等西方主流媒体称观察者网是“民族主义网站”。
该网站曾刊文质疑美式选举制度，抨击新自由主义；而自由派则认为该网站的立场偏左。
观察者网的专栏作家中，既有将儒家传统与现政权相联系的张维为，也有被称为“毛派”学者的张文木。

## 争议

### 政治立场争议
2020年5月，该网专栏作者子思曾将马云称为“人民富豪”。该专栏文章随即引起争议。

### 侵害红牛公司名誉权案
红牛公司发现，观察者网上发布标题为《终局裁定，中国红牛将告别市场开始清算》的文章，红牛公司认为该文章内容严重失实，极大地侵害了原告的名誉。案涉侵权文章以博人眼球的“终局裁定，中国红牛将告别市场开始清算”作为其新闻标题，并且在文中宣扬其主观臆断，与事实严重不符的结论，构成新闻报道的严重失实，主观恶意十分明显。北京市怀柔区人民法院判决观察者网删除相关侵权文章、发表道歉声明、赔偿中国红牛50万元人民币。北京市第三中级人民法院二审驳回观察者公司上诉，维持原判。

### 爱德华兹事件
2021年7月末到8月初，观察者网、中国新闻网、人民网等媒体曾引用自称是“瑞士生物学家”威尔逊·爱德华兹在脸书发表的COVID-19疫情溯源相关言论，指称以美国为首的西方政客，抱着政治目的企图对中国搞“有罪推定”，不断炒作“实验室泄漏论”，而那些反对“实验室泄漏论”的科学家们，也承受着来自美国的巨大压力。观察者网在7月28日发布的题为《瑞士生物学家：美国试图推翻溯源报告结果，世卫恐沦为政治工具》的独家中文稿件，是中国大陆最先报道瑞士生物学家“威尔逊·爱德华兹”的新闻。瑞士驻华大使馆8月10日于Twitter发表声明澄清这名“瑞士生物学家”不可能存在。瑞士驻华大使馆的声明发布后不久，观察者网删除了报道原文。

## 外部連結
- 官方网站